# Jacob Abraham Theophilos Kalapurakal
Jacob Abraham Theophilos Kalapurakal (auch Jacob Mar Theophilos; * 21. Februar 1891 in Olasha, Kottayam, Indien; † 27. Juni 1956) war ein indischer Geistlicher der Syro-Malankara Katholischen Kirche. Er war der erste Bischof von Tiruvalla.

## Leben
Jacob (eigentlich Yakob) Kalapurakal war der erste Sohn des Abraham Tharakan und dessen Ehefrau Achama, einem christlichen Ehepaar. Nach der Grundschule, die er in einem nahegelegenen Ort besuchte, setzte er seine Ausbildung an der High School in Kottayam fort. Nach dem Vorbild seines Schulleiters, des späteren Erzbischofs Geevarghese Panicker, wollte er Priester werden. Er wurde von Metropolit Vattasseril Mar Divannasios zum Diakon geweiht und folgte seinem Lehrer Geevarghese Panicker, als dieser Professor an der Universität in Serampore wurde. Im Jahr 1924 empfing er, noch in der Malankara Syrisch-Orthodoxen Kirche, die Priesterweihe. Als 1926 der in Opposition zum syrisch-orthodoxen Patriarchen von Antiochien stehende Metropolit von Malankara, Mar Basilios II. († 1929), mit fünf Bischöfen auf der Synode von Parumala Unionsverhandlungen mit Rom beschloss, unterstützten Geevarghese Mar Ivanios Panicker, der seit 1925 syrisch-orthodoxer Bischof war, und Jacob Kalapurakal die Unionsbestrebungen. Kalapurakal empfing am 14. Februar 1929 die Bischofsweihe, nahm den Bischofsnamen Jacob Mar Theophilos an und wurde Suffraganbischof von Geevarghese Mar Ivanios. Am 20. September 1930 unterstellte er sich mit Geevarghese Mar Ivanios und drei weiteren Bischöfen dem Papst, unter voller Beibehaltung ihrer west-syrischen Liturgie und ihrer geistlichen Ämter.
Jacob Abraham Theophilos Kalapurakal wurde am 13. Februar 1932 zunächst zum Titularbischof von Arad ernannt. Als am 11. Juni 1932 die Syro-Malankara Katholische Kirche eine eigene Hierarchie bekam, wurde er der erste Syro-Malankara Katholische Bischof der Eparchie Tiruvalla.
Aus gesundheitlichen Gründen gab er die Leitung der Eparchie am 25. Juli 1950 an seinen Nachfolger Severios Giuseppe Valakuzhyil ab und wurde zum Titularbischof von Ammaedara ernannt.
Er starb im Alter von 65 Jahren und wurde in der Kathedrale von Tiruvalla beigesetzt.